# José Secall y Asión
José Secall y Asión (Zaragoza, 1819-Salamanca, 1890) fue un arquitecto español.
Obtuvo el título de arquitecto en 1845. Fue arquitecto provincial de Huesca, hasta 1864, de donde pasó a Salamanca para hacerse cargo del puesto homónimo, y allí residiría hasta su fallecimiento en 1890. Fue arquitecto de la ciudad, diocesano de Salamanca y de Ciudad Rodrigo y de la Universidad.

Proyecto de ampliación Escuelas Mayores. Fachada reformada y Fachada del naciente (de Las Cadenas). José Secall. 1875.

Amplió el edificio de Escuelas Mayores de la Universidad salmantina, para añadir tres nuevas alas en la segunda planta, que hasta entonces sólo constaba del lado de poniente y la consiguiente reforma de la fachada de Las Cadenas, que comenzó en 1874.
Intervino en otros edificios: Hospicio, Convento de San Esteban, la Casa de Correos (hoy desaparecida), la Casa de la Salina, que adaptó como sede de la diputación provincial. También proyectó y construyó el nuevo Palacio Episcopal de Salamanca.